# Amathina tricarinata
Amathina tricarinata là một loài ốc biển, là động vật thân mềm chân bụng sống ở biển thuộc họ Fissurellidae.

## Hình ảnh

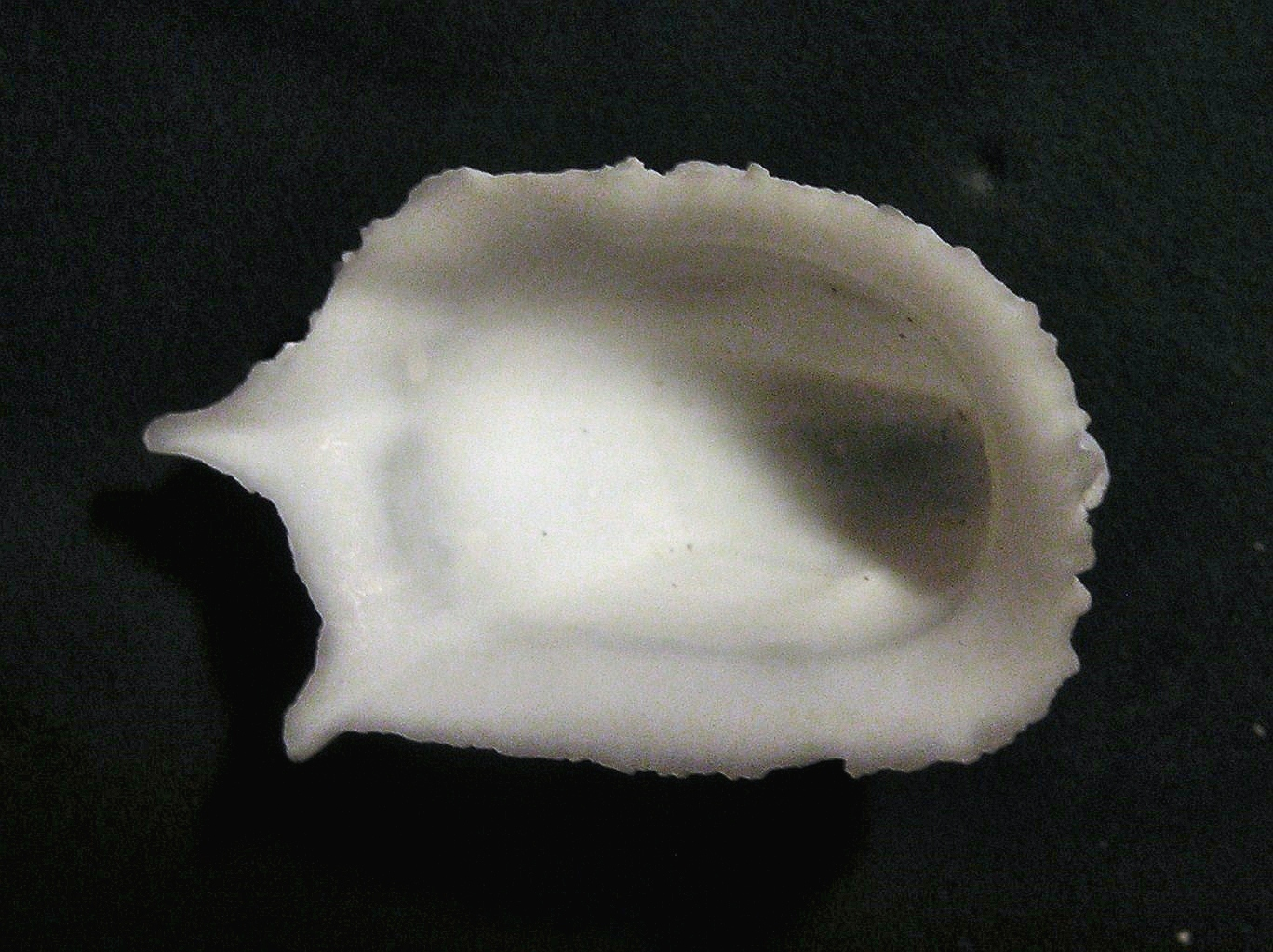
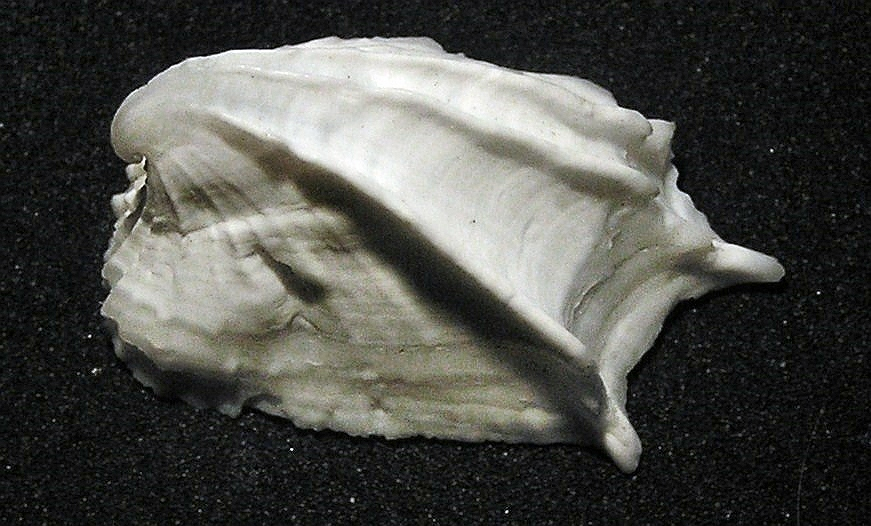